# ياسين (شخصية كرتونية)
الفتى الذهبي للمسلسل. والبعض يقول أنه توأم ماجد لكن الرسم الكارتوني لا يوضح ذلك. يتميز برقة القلب والطباع وقلبه الكبير واجتماعياته المذهلة تفوق الخيال. عنده قدرة مذهلة على كسب الأصدقاء بعكس الكابتن الماجد الذي يسخر منه الجميع نظرا لخياله الجامح. مهاراته وفنونه الكروية متعددة ورائعة، وهو يكون مع ماجد ثنائيا مذهلا يستحيل إيقافه لذا تم تلقيبه هو وماجد بالثنائي الذهبي أو ثنائي الإعصار الرهيب. يشترك مع الكابتن ماجد أحيانا في تنفيذ ضربة اللون الأحمر المركبة. (ياسين ياسر) الفتى الرقيق توأم ماجد الروحي أو his soul mate. يتميز برقة الطباع وقلبه الكبير واجتماعياته المذهلة. عنده قدرة مذهلة على كسب الأصدقاء أينما تواجد، مهاراته وفنونه الكروية متعددة ورائعة، لكنه يكون مع ماجد ثنائيا مذهلا يستحيل إيقافه. لذا تم تلقيبه هو وماجد بالثنائي الذهبي.
يصاب ياسين إصابات خطرة للغاية، في السلسلة الأولى، كما أنه يتعرض لنوع من التأهيل والمعالجة الفيزيائية في السلسلة الثانية. يتنافس ياسين (فريق المجد) ضد بسام (فريق الفرح) ضمن البطولة الوطنية للمدارس الثانوية، والمفاجأة أن الكابتن هو عمر. يحرز ياسين هدفا في الشوط الثاني من تلك المباراة في مرمى رعد، وذلك بخداعه باتجاه الكرة. لكن في النهاية يخسر فريق المجد بنتيجة 2 – 1.
ياسين كذلك، هو أحد المستبعدين السبعة عن المنتخب في السلسلة الثانية، لكنه يعود ويتقن تمريرة المقص. وفي وقت لاحق من السلسلة الثانية، يسهم ياسين في فوز فريقه ضد منتخب السعودية، ويحرز هدفا باستخدام ضربته الجديدة ضربة البمرنج، ويسهم كذلك، في إحراز الهدف الثاني على منتخب البرازيل. لدى ياسين أخت اسمها ياسمينة Yamaoka yoshiko، من أب ثان، فبعد أن تفرق والديه، تزوجت أمه وأنجبت هذه الطفلة. في السلسلة الثانية، تدعوا أخت ياسين، ياسين للقاء أمه، ويقبل بذلك في النهاية.
في السلسلة الثالثة، يحترف ياسين في الوطن العربي (اليابان)، ضمن الدوري العربي للمحترفين Japanese J. League، في فريق نادي جوبيلو إواتا Júbilo Iwata. يتغلب ياسين على فريق يوراوا ردسUrawa Reds (كابتنه إجاوا هاياتو Igawa hayato، وفيهم اللاعب المميز مأمون Sawada takeshi) بنتيجة 2 – 1.
وفي السلسلة الرابعة، أثبت ياسين، أنه بإمكانه اللعب دون ماجد، في موقع صانع الألعاب، وقد أذهل الجميع في مباراة المنتخب مع منتخب نيجيريا، فقد ابتكر بفطرته الكروية محاورة جديدة اسمها محاورة الكرة العائمة Floating ball، فمر من اللاعب الخطير بوبانج Bobang، وناور أوتشادو Ochado بقفزة رائعة. المفاجأة الكبرى في تلك المباراة، في أن ياسين، وبعد أن يقذف إليه الكرة وليد محمسًا إياه، هجم وحاورمحاورة النمر (مراوغة خشنة)، ومن ثم أحرز هدفا (بكلتا قدميه) لكنه يصاب إصابة خطرة للغاية، ويفقد وعيه بسببها. شكل ثلاثيا أسطوريا مع مازن ومجد يكاد من المستحيل إيقافه.
في الأنمي المدبلج للعربية، تم اعتماد اسم (ياسين ناصر) في الجزء الأول، و (ياسين ياسر) في الجزء الثاني والثالث، ومن ثم ياسين من دون ذكر اسم الأب لبقية الأجزاء.